# 孙硕
孙硕（1974年11月—），漢族，贵州大方人，1999年7月参加工作，2004年12月加入中国共产党，中国人民大学企业管理专业研究生学历，中国人民大学风险投资专业经济学博士，高级经济师。中国政治人物，曾中国证监会工作，后任北京市西城区政府副区长，区委常委、办公室主任，区长等职。在现任北京市政府副市长、西城区区委书记。